# Дальман, Фридрих Кристоф
 Фридрих Кристоф Дальман  (нем. Friedrich Christoph Dahlmann; 13 мая 1785, Висмар — 5 декабря 1860, Бонн) — немецкий историк.

## Биография
Будучи профессором в Киле, сделался секретарем шлезвиг-голштинской депутации рыцарей и прелатов (1815) и участвовал в конституционном споре между остатками старых сословий и датским правительством, опираясь на почву истории и существующих законов. Написал в это время «Forschungen auf dsm Gebiete der Gescmchte» (Альтона, 1822-23) и «Chronik von Dithmarsen» (Киль, 1827). В 1829 г. Д. перешел проф. в Геттинген, где выпустил в свет «Quellenkunde der deutschen Geschichte» (1830). С 1831 г. он энергично боролся как против реакции, так и против революции, и стоял за конституцию 1833 г. (см. Ганновер). Свои практические стремления Д. теоретически оправдывал в «Politik auf den Grand und das Maas der gegebenen Zustände zurückgeführt» (Геттинг. 1835). Когда новый король Эрнст-Август отменил конституцию 1833 г., Д. вместе с 6 другими профессорами протестовал против этого правонарушения, за что был изгнан из Ганновера (1837).
Назначенный профессором в Бонне, он напечатал «Geschichte Dänemarks» (Гамбург, 1840-43), «Geschichte der Englischen Revolution» (Лпц., 1844), «Geschichte der französischen Revolution» (Лпц., 1845); две последние работы предназначены для обширного круга читателей. Д. принимал деятельное участие в трудах съезда германистов, собиравшегося во Франкфурте-на-Майне (1846) и в Любеке (1847). Избранный в 1848 г. во франкфуртское национальное собрание, Д. стал вождем партии, желавшей основать Германскую империю, наследственную в доме Гогенцоллернов. Перемирие в Мальме, противником которого был Д., поселило разлад между ним и его политическими друзьями. Отклонение королём прусским императорской короны нанесло тяжкий удар надеждам Д. Позже он принимал участие в собрании своей партии в Готе, в первой прусской палате, где противодействовал реакционным стремлениям большинства, и в эрфуртском парламенте.